# Wybory premiera w Izraelu w 1999 roku
W latach 1992–2001 szefa rządu Izraela wybierano w bezpośrednich wyborach, równolegle ze składem Knesetu (parlamentu).
17 maja 1999 przeprowadzono takie równoczesne wybory. Upoważnionych do głosowania było 4 504 769 obywateli Izraela. Oddano 3 193 494 ważnych głosów.

## Wyniki wyborów
| Kandydat           | Partia                        | Liczba głosów | %    |
| ------------------ | ----------------------------- | ------------- | ---- |
| Ehud Barak         | Partia Pracy (Avoda) (העבודה) | 1,791,020     | 56.1 |
| Binjamin Netanjahu | Likud (ליכוד)                 | 1,402,474     | 43.9 |